# Safi Faye
Safi Faye (sinh ngày 22 tháng 11 năm 1943) là một  đạo diễn phim và nhà dân tộc học người Senegal. Bà là người phụ nữ châu Phi Hạ Sahara đầu tiên đạo diễn một bộ phim được phát hành thương mại vào năm 1975, Kaddu Beykat. Bà đã làm đạo diễn cho một số bộ phim tài liệu và viễn tưởng tập trung vào cuộc sống nông thôn ở Sénégal.

## Tiểu sử

### Những năm đầu và giáo dục
Safi Faye sinh năm 1943 tại Dakar, Sénégal, trong một gia đình Serer quý tộc. Cha mẹ bà, Fayes, đến từ Fad'jal, một ngôi làng phía nam Dakar. Bà theo học trường bình thường ở Rufisque và nhận chứng chỉ giảng dạy vào năm 1962 hoặc 1963, bắt đầu giảng dạy ở Dakar.
Năm 1966, bà đến Liên hoan nghệ thuật âm nhạc Dakar và gặp nhà dân tộc học và nhà làm phim người Pháp Jean Rouch. Ông khuyến khích bà làm phim như một công cụ dân tộc học. Bà đã có một vai diễn trong bộ phim năm 1971 của ông ấy là Petit à petit. Faye đã nói rằng bà không thích bộ phim của Rouch nhưng việc hợp tác với anh đã cho phép bà học về làm phim và cinéma-vérité. Vào những năm 1970, bà theo học ngành dân tộc học tại École pratique des hautes études và sau đó tại Trường Điện ảnh Lumière. Bà tự hỗ trợ mình bằng cách làm việc như một người mẫu, diễn viên và thực hiện các hiệu ứng âm thanh trong phim. Năm 1979, bà nhận bằng tiến sĩ dân tộc học từ Đại học Paris. Từ 1979 đến 1980, Faye học sản xuất video ở Berlin và là giảng viên khách mời tại Đại học Tự do Berlin. Bà đã nhận được một chứng chỉ cao hơn về dân tộc học từ Sorbonne vào năm 1988.

### Sự nghiệp điện ảnh
Bộ phim đầu tiên của Faye, trong đó bà cũng đóng, là một đoạn ngắn năm 1972 có tên La Passante (Người qua đường), rút ra từ những trải nghiệm của bà là một phụ nữ nước ngoài ở Paris. Bộ phim theo một người phụ nữ (Faye) đi bộ xuống một con phố và nhận thấy phản ứng của những người đàn ông gần đó. Bộ phim điện ảnh đầu tiên của Faye là Kaddu Beykat, có nghĩa là Tiếng nói của người nông dân bằng tiếng Wolof và được cả thế giới biết đến với cái tên Letter from My Village hay News from My Village. Bà đã nhận được sự hỗ trợ tài chính cho Kaddu Beykat từ Bộ Hợp tác Pháp. Được phát hành vào năm 1975, đây là bộ phim đầu tiên được thực hiện bởi một phụ nữ châu Phi cận Sahara được phân phối thương mại và được quốc tế công nhận cho Faye. Khi phát hành, bộ phim đã bị cấm chiếu ở Sénégal. Năm 1976, bộ phim đã giành được giải thưởng FIPRESCI từ Liên đoàn phê bình phim quốc tế (gắn liền với Chhatrabhang) và giải thưởng OCIC.
Bộ phim tài liệu năm 1983 của Faye Selbé: One Among Many kể về một người phụ nữ 39 tuổi tên là Sélbe, người làm việc để hỗ trợ tám đứa con của mình kể từ khi chồng cô rời khỏi làng để tìm việc làm. Selbé thường xuyên trò chuyện với Faye, người vẫn ở ngoài màn hình và mô tả mối quan hệ của cô với chồng và cuộc sống hàng ngày ở làng.
Những bộ phim của Faye được biết đến nhiều hơn ở châu Âu so với ở châu Phi - bản địa của cô, nơi chúng hiếm khi được trình chiếu.

## Cuộc sống cá nhân
Faye, sống ở Paris, đã ly dị và có một con gái.

## Đóng phim
- Năm 1972: La Passante (Người qua đường)
- 1975: Kaddu Beykat (Thư từ làng tôi)
- 1979: Fad'jal (Hãy đến và làm việc)
- 1979: Goob na nu (Vụ thu hoạch đang diễn ra)
- 1980: Man Sa Yay (Tôi, Mẹ của bạn)
- 1981: Les âmes auolesil (Linh hồn dưới ánh mặt trời)
- 1983: Selbe: One Among Many (hoặc Selbe và rất nhiều người khác)
- 1983: 3 ans 5 mois (Ba năm năm tháng)
- 1985: Racines noires (Rễ đen)
- 1985: Elsie Haas, femme peintre et cinéaste d'Haiti (Elsie Haas, Haiti Woman Painter và Filmmaker)
- 1989: Tesito
- 1996: Rêu